# 柳瀬唯夫
柳瀬 唯夫（やなせ ただお、1961年7月17日 - ）は、日本の経産官僚。経済産業省経済産業政策局長、経済産業審議官を経て、NTTリミテッド株式会社取締役副社長最高戦略責任者、日本電信電話株式会社執行役員副社長CBDO。
原子力政策課長時代に「原子力立国計画」をまとめ、原発推進派として知られる。麻生内閣、第2次安倍内閣の2回、首相秘書官を務めた。

## 経歴
静岡県出身。私立武蔵高校卒業。1984年、東京大学法学部卒業。国家公務員上級甲種試験（法律）を受け、通商産業省入省
- 1984年4月 工業技術院総務部総務課配属[4][3]。
- 1991年6月 米国留学[4]
- 1992年5月 イェール大学大学院国際開発経済学科修了(M.A.)[1]。生活産業局通商課
- 1994年6月 機械情報産業局自動車課
- 1996年6月 大臣官房総務課長補佐
- 1997年5月 大臣官房総務課法令審査委員[4]
- 1999年6月 日本貿易振興会ニューヨーク・センター産業調査員
- 2002年7月 経済産業省経済産業政策局政策企画官
- 2004年6月 資源エネルギー庁原子力政策課長[1]
- 2007年7月 経済産業省経済産業政策局企業行動課長[1]
- 2008年9月 麻生内閣の内閣総理大臣秘書官[1]
- 2009年12月 経済産業政策局産業再生課長[1]
- 2010年7月 経済産業省大臣官房総務課長[1]
- 2011年7月 大臣官房審議官（大臣官房担当）[1]
- 2011年9月 大臣官房審議官（経済産業政策局担当）[1]
- 2012年12月 第2次安倍内閣の内閣総理大臣秘書官[1]
- 2015年8月4日 経済産業政策局長[3]
- 2015年10月 （併）内閣官房日本経済再生総合事務局長代理補[4]
- 2017年7月14日 経済産業審議官[5]
- 2018年7月 経済産業審議官退任
- 2018年12月 東芝クライアントソリューション（現・Dynabook）非常勤取締役[6]
- 2019年2月、NTTの海外事業を統括する中間持ち株会社の非常勤取締役[7]
- 2019年12月 旧来財務省の天下り先[8][9]である国際協力銀行の日米豪連携担当アドバイザーに就任[10]。
- 2020年6月 NTTリミテッド株式会社取締役副社長CSO（Chief Strategy Officer）、日本電信電話株式会社執行役員（事業企画室長）[11][12]。
- 2022年6月 日本電信電話執行役員副社長（事業企画室長、経済安全保障担当、CBDO（Chief Business Development Officer））[13]。

## その他
2018年5月、内閣総理大臣秘書官時代の加計学園獣医学部新設問題において面会時に「首相案件」と述べたとして参考人招致された。その後、NTT系関連会社の社外取締役と東芝クライアントソリューションの役員に立て続けに就任した。